# Ораша (Бакау)
Ораша (рум. Orășa) насеље је у Румунији у округу Бакау у општини Ливези. Oпштина се налази на надморској висини од 266 m.

## Становништво
Према подацима из 2002. године у насељу је живело 948 становника, од којих су сви румунске националности.